# Amda Seyon I.
Amda Seyon I. (äthiop. ዐምደ ጽዮን, dt. „Säule Zions“, Beiname Gabra Masqal ገብረ መስቀል, dt. „Diener des Kreuzes“) († 1344) war ein äthiopischer Kaiser.
Als Regent konsolidierte er das Reich und dehnte seine Grenzen aus. Seine Herrschaft brachte auch eine Konsolidierung des christlichen Reiches, so dass die äthiopische Kirche ihn, obwohl er zu Beginn seiner Herrschaft mit dem Klerus im Streit lag, in die Reihe der Heiligen (Senkessär) aufnahm. In seiner Regierungszeit hat es auch einen kulturellen Aufschwung, speziell in der äthiopischen Literatur, gegeben.